# María Eugenia Luc
María Eugenia Luc (n. Rosario, Argentina; 6 de diciembre de 1958) es una compositora argentina afincada en España.

## Biografía
Realizó sus estudios musicales en la Universidad Nacional de Rosario-Argentina; el L.I.P.M. (Laboratorio de Investigación y Producción Musical de Buenos Aires - Argentina), la Civica Scuola di Musica Contemporanea di Milano, l'École Nationale de Musique d' Aulnay-sous-Bois (Francia, donde se diploma con el Primer Premio de Composición por Unanimidad), el Departamento de Música de la Universidad de París 8: "Composition asistée par ordinateur" (Francia) y la Universidad del País Vasco, (España).
Ha sido becaria de los Cursos Internacionales: Musikinstitut Darmstadt (Alemania), Accademia Chigiana di Siena (Italia), Música en Compostela (España), Manuel de Falla (España), Tomás Luis de Victoria (España), Brasilia (Brasil), Latinoamericano de Música Contemporánea (Uruguay) bajo la dirección de Dieter Schnebel, Luis de Pablo, Brian Ferneyhough, Franco Donatoni, Ennio Morricone, Horacio Vaggione, entre otros.
Antigua Profesora del Conservatorio Superior de Buenos Aires "Manuel de Falla", Universidad Nacional de Buenos Aires y colaboradora de la Casa Editorial Ricordi Milano en la revisión y corrección de manuscritos originales.
Entre 2003 y 2010 ha sido profesora de la de Facultad de Bellas Artes y del máster en Artes Escénicas de la Universidad del País Vasco. 
Desde 2004 es profesora de Musikene (Centro Superior de Música del País Vasco).
A partir de 1986 y continuando en la actualidad dicta Cursos, Seminarios y Conferencias, invitada por diversas instituciones: Hochschule für Musik y Universität der  Künste de Berlín, LIEM de Madrid, Congreso de Arte y Tecnología de la Universidad de Salamanca, Universidad del País Vasco, Congreso EHME del País Vasco, Gobierno Vasco, Diputación Foral de Vizcaya, Simposio del Festival Confluencias (Huelva), Círculo de Bellas Artes de Madrid, Ayuntamiento de Tarragona, KURAIA (Bilbao), Comune di Milano (Italia), la Secretaría de Cultura Argentina, Collegium Musicum, Conservatorio Superior de Buenos Aires y Universidad Nacional de Rosario (Argentina).
Ha sido jurado de concursos internacionales de composición como: "Ciudad de Tarragona",  Cortos de Leioa,  "Miniaturas electrónicas", "Francesc Civil",  "Francisco Escudero", "Pablo Sorozábal", etc.
En 1997 funda KURAIA (Grupo de Música Contemporánea de Bilbao) siendo su presidente hasta el año 2000. En 2001 funda KLEM (Laboratorio de Electroacústica y Multimedia) siendo su Directora Artística hasta 2010. Actualmente es la Directora Artística del Ensemble KURAIA desarrollando una amplia labor de divulgación y formación de las músicas del siglo XX y XXI.

## Reconocimiento
Sus obras fueron premiadas por: Instituto Italo-Latinoamericano de Roma, I.M.E.B. - Bourges, I.S.C.M. (International Society of Contemporary Music), Departamento de Cultura de Gobierno Vasco, Premio Internacional SGAE de Música Electroacústica, Ars Contemporanea.
Su música se estrena en auditorios y festivales de Europa, Asia y América: Teatro Colón (Buenos Aires), Kunitachi College of Music (Tokio), Hochschule für Musik (Berlín), Royal Academy of Music (Londres), Théâtre du Port de la Lune (Burdeos), Palazzo Chigi Saracini (Siena), Instituto Goethe de París y Roma, Accademia Internazionale della Musica (Milán), Museo Guggenheim-Bilbao, Palacio Euskalduna (Bilbao), Auditori MACBA (Barcelona), Auditorio 400 - Centro de Arte Reina Sofía (Madrid), Kursaal (San Sebastián), Edificio La Pedrera (Barcelona), Koldo Mitxelena (San Sebastián), Festival Musica Strasbourg, Quincena Musical Donostiarra (San Sebastián), Ciclo de Música Contemporánea de la Fundación BBVA (Bilbao), Festival Aujourd'huy Musique (Perpiñán), Festival PLAZA (San Sebastián), Festival Festival Arte e Scenza di Roma, Festival KLEM-KURAIA (Bilbao), Festival Musikaste (Rentería), Instituto Goethe de Montevideo y Santiago de Chile, etc.

## Su música
La obra de María Eugenia Luc ha sido interpretada por solistas de la talla de: Mario Caroli, Harry Sparnnay, Pierre Strauch, Séverine Ballon, Claude Delangle, Jean Geoffroy, Jean Pierre Dupuy; grupos como: Barcelona 216, Taller Sonoro, Plural Ensemble, Próxima Centauri, Dúo Levent, Cello Octet Ámsterdam, Ensemble Kuraia; y orquestas: Euskadiko Orkestra Sinfonikoa, Bilbao Orkestra Sinfonikoa, Orquesta Sinfónica de Rosario, bajo la batuta de los maestros Ernest Martínez Izquierdo, Pablo González, Juanjo Mena o Marcelo de Jesús, entre otros.

## Catálogo de obras
| Año  | Obra                                   | Tipo de obra                      | Plantilla | Estreno                                                                                   | Duración  |
| ---- | -------------------------------------- | --------------------------------- | --- | ----------------------------------------------------------------------------------------- | --------- |
| 2015 | CHANG (2ª versión)                     | Música de Cámara                  | Flauta, Clarinete, Piano, Violín y Violonchelo | 2015 - Auditorio Conservatorio de Bilbao - Ensemble Kuraia -                              | 4 min.    |
| 2015 | Luma galdu bat bezala                  | Música de Cámara                  | Oboe, Violín, Viola y Violonchelo | 2015 - Matinées de Miramon - Cuarteto Irauli -                                            | 10 min.   |
| 2014 | Hu                                     | Orquesta Sinfónica                | 3.3.3.3./4.3.3.1./Timbal/3 Perc./A./14.12.10.8.6. | Temporada 2014/2015 - Bilbao Orkestra Sinfonikoa -                                        | 13 min.   |
| 2014 | Exaudi                                 | Música Vocal                      | Octeto (S.S.Mz.Ct.T.T.B.B.) | 2014 - Fundación B.B.V.A. - Exaudi Vocal Ensemble -                                       | 10 min.   |
| 2013 | Egunsentia                             | Música Electroacústica Octofónica | CMúsica Electroacústica Octofónica | 2013 - Festival de Wrocklav – Polonia -                                                   | 10 min.   |
| 2013 | Jing                                   | Orquesta Sinfónica                | 2.2.2.2./4.2.3.1./ Timbal/2 Perc./A./ 12.10.8.6.4. | 2013 - Teatro EL CÍRCULO (Argentina) - Orquesta Sinfónica de Rosario -                    | 16 min.   |
| 2013 | Chang (1ª versión)                     | Música de Cámara                  | Clarinete, Violín y Piano | 2013 - Fundación SGAE - Trío Musicalis -                                                  | 7 min.    |
| 2012 | Shen                                   | Música de Cámara                  | Flauta, Clarinete, Percusión, Piano, Violín y Violonchelo | 2013 - Centro de Arte Reina Sofía - Espai Sonoor -                                        | 9 min.    |
| 2012 | Yun                                    | Música de Cámara                  | Cuarteto de Saxofones (S./A./T./B.) | 2012 - México DF - Sigma Project -                                                        | 9 min.    |
| 2012 | Silencio Blanco                        | Orquesta Sinfónica                | 3.3.3.3./4.3.3.1./Timbal/3 Perc./A./12.10.8.6.4. | 2012 - Auditorio Miramon - Euskadiko Orkestra Sinfonikoa -                                | 12 min.   |
| 2011 | Mian                                   | Música de Cámara                  | Flauta, Clarinete, Piano, Violón Viola y Violonchelo | 2012 - Fundación B.B.V.A. - Plural Ensemble -                                             | 9 min.    |
| 2011 | Zargan                                 | Música Mixta                      | Txistu y Electroacústica | 2011 - Quincena Musical Donostiarra - Silboberri -                                        | 7 min.    |
| 2010 | Huan                                   | Música de Cámara                  | Flauta, Clarinete, Saxofón, Percusión, Piano, Violín y Violonchelo | 2011 - Festival de Badajoz - Taller Sonoro -                                              | 10 min.   |
| 2010 | Xi                                     | Orquesta de Cámara                | 1.1.1.1./1.1.1.0./Perc./A./Pno./1.1.1.1.1 | 2010 - Conservatorio de Bilbao - Bcn216 -                                                 | 12 min.   |
| 2009 | Pagus Disoluto                         | Instalación                       | Electroacústica y Vídeo | 2010 - Accademia di Belle Arti di Palermo                                                 | 11 min.   |
| 2008 | Zephyrus                               | Música Mixta                      | Clarinete Bajo, Órgano y Electroacústica | 2009 - Auditorio Conservatorio de Vitoria - Dúo Levent -                                  | 10 min.   |
| 2008 | Nire Aitaren Etxea                     | Música de Cámara                  | Mezzosoprano y ocho Violonchelos | 2008 - Paraninfo de la Universidad de Deusto - Octeto Ibérico -                           | 9 min.    |
| 2008 | You                                    | Música de Cámara                  | Flauta, Clarinete, Percusión, Piano, Violón Viola y Violonchelo | 2008 - Auditorio del Museo Guggenheim Bilbao - Ensemble Kuraia -                          | 5 min.    |
| 2008 | Casi Orfeo                             | Música Solista                    | Saxofón Tenor | 2008 - Sala Rekalde(Bilbao) - Iñigo Ibaibarriaga -                                        | 5 min.    |
| 2007 | Subida al Pagasarri                    | Multimedia                        | Electroacústica y Vídeo | 2007 - Auditorio del Centro de Arte Reina Sofía                                           | 7 min.    |
| 2006 | Apocalipsis                            | Música Orquestal                  | Timbales, 3 Percusionistas, Arpa, y Cuerdas | 2006 - Palacio Euskalduna de Bilbao                                                       | 12 min.   |
| 2006 | Red                                    | Música Solista                    | Flauta en Sol | 2006 - Quincena Musical Donostiarra – KURSAL (Donosita-San Sebastián)                     | 7 min.    |
| 2004 | Gaia                                   | Multimedia                        | Flauta, Saxofón, Percusión, Piano, Electroacústica y Vídeo | 2005 - Théâtre du Port de la Lune - Salle Antoine-Vitez (Bordeaux – France)               | 7 min.    |
| 2004 | Metropòlifonía I - La ciudad infinita  | Multimedia                        | Electroacústica, Danza y Vídeo | 2004 - CEDEMI (Baracaldo – País Vasco)                                                    | 14 min.   |
| 2004 | Metropòlifonía III – LEIOA             | Multimedia                        | Electroacústica y Vídeo | 2004 - KULTUR LEIOA                                                                       | 16 min.   |
| 2003 | On The Grapevine                       | Multimedia                        | Electroacústica y Vídeoinstalación | 2003 - Museo De Bellas Artes De Bilbao (País Vasco)                                       | 10 min.   |
| 2003 | Samâ’                                  | Electroacústica                   | - | -                                                                                         | 11 min.   |
| 2003 | Tránsito                               | -                                 | Instalación Audiovisual Interactiva | 2003 - Hall de La Estación Abando - RENFE (Bilbao - España)                               | 11 min.   |
| 2003 | Vuelos Migratorios                     | Multimedia                        | Violín, Saxofón, Electroacústica, Danza y Vídeo | 2003 - FESTIVAL PLAZA. Centro Cultural Koldo Mitxelena(Donosita-San Sebastián País Vasco) | 24 min.   |
| 2003 | Vuelos Migratorios II                  | Multimedia                        | Electroacústica y Vídeo | 2003 - Facultad de Bellas Artes -                                                         | 11 min.   |
| 2002 | Dao I                                  | Electroacústica                   | Electroacústica | 2003 - Concierto Inaugural del Laboratorio de Electroacústica del Conservatorio Musikene  | 9 min.    |
| 2002 | Dao II                                 | Multimedia                        | Electroacústica y vídeo | 2003 - Sala de Exposiciones Rekalde(Bilbao- País Vasco)                                   | 10:00     |
| 2002 | Lamiak                                 | Multimedia                        | Violín, Saxofón, Txalaparta, Electroacústica, Danza y Vídeo | 2002 - Ciclo de Cámara de la B.O.S. Palacio Euskalduna (Bilbao - País Vasco)              | 6:45 min. |
| 2002 | Underground, el canto de los oprimidos | Multimedia                        | Electroacústica, Danza y Vídeo | 2002 - Museo Guggenheim – Bilbao (País Vasco)                                             | 8:45 min. |
| 2001 | Centauros II                           | Música Mixta                      | Piano y Electroacústica | 2001 - Festival Aujourd’huy Musique (Perpiñán = Francia)                                  | 5:45 min. |
| 2001 | Tan Fugaz                              | Música Mixta                      | Saxofón, Acordeón, Percusión y Electroacústica | 2001 - Quincena Musical Donostiarra (Donosita- San Sebastián - País Vasco)                | 6:30 min. |
| 2000 | Enbat                                  | Música Orquestal                  | Timbales, 3 Percusionistas, Piano, Txalaparta, Txistu, Marimba, Cuerdas y Sonidos Electroacústicos                                                                                            | 2001 - Palacio Euskalduna de Bilbao (País Vasco)                                          | 13 min.   |
| 1999 | Nada es mejor                          | Música de Cámara                  | Flauta, Clarinete, Violonchelo y Piano | 2000 - Fundación Juan March (Madrid – España)                                             | 8 min.    |
| 1999 | Rezongo Lerdo                          | Música Cámara                     | para Saxofón Tenor y Percusión | 1999 - FESTIVAL MUSICA STRASBOURG (Francia)                                               | 6:30 min. |
| 1998 | Shangó                                 | -                                 | Saxofón Tenor con tratamiento electroacústico en vivo | 2000 - MUSEO GUGGENHEIM (Bilbao - País Vasco)                                             | 5:45 min. |
| 1998 | Sua                                    | Música Mixta                      | Flauta (también Flautín y Flauta en sol), Clarinete en si b (también Clarinete Bajo en si b), Violín, Violonchelo, Piano y Sintetizador                                                       | 1998 - Royal Academy de Londres (R.U.)                                                    | 8:30 min. |
| 1997 | Lur                                    | Música Solista                    | Violonchelo | 1997 - Auditorio Paraninfo de la Universidad de Deusto (Bilbao- País Vasco)               | 5 min.    |
| 1997 | Pendant                                | Música Solista                    | para Campanas Tubulares, Platos Suspendidos, Gong, Tam-tam y Vibráfono | -                                                                                         | -         |
| 1996 | Depart                                 | Música Cámara                     | para Flauta en do (también Flautín y Flauta en sol), Clarinete en si b (también Clarinete bajo en si b), Violín, Violonchelo y Piano                                                          | -                                                                                         | -         |
| 1995 | Vieja Guardia                          | Música Orquestal                  | Timbales, 2 Percusionistas, Arpa, Celesta y Cuerdas | -                                                                                         | -         |
| 1994 | Caballeros de Medianoche II            | Música Orquestal                  | Percusionistas, Clave (también Celesta) y Cuerdas | -                                                                                         | -         |
| 1991 | Caballeros de Medianoche               | Música Cámara                     | Flauta en do (también Flautín y Flauta en sol), Clarinete en si b (también Clarinete Bajo en si b), Percusión (2 percusionistas), Celesta, Clave, 2 Violines, Viola, Violonchelo y Contrabajo | 1992 - Palazzo Chigi Saracini (Siena – Italia)                                            | -         |
| 1990 | Assai                                  | Música de Cámara                  | Flauta en do (también Flauta en sol), Clarinete en si b (también Clarinete Bajo en si b), Trompa, Vibráfono y Violonchelo                                                                     | -                                                                                         | -         |
| 1989 | Omega                                  | Orquesta de Cuerdas               | 5 Violines I, 5 Violines II, 4 Violas, 3 Violonchelos y 2 Contrabajos | 1991 - Salón Dorado del TEATRO COLÓN (Buenos Aires Argentina)                             | 8:50 min. |
| 1988 | Standart                               | Electroacústica                   | Sonidos Electrónicos | 1988 - Auditorio Centro Cultural Recoleta (Buenos Aires)                                  | 8:50 min. |
| 1987 | Centauros                              | Música Solista                    | Piano | 1986 - Auditorio Centro Cultural Recoleta (Bs.As. Argentina)                              | 8:00      |
| 1987 | Studio                                 | Electroacústica                   | Sonidos Electrónicos | -                                                                                         | 3 min.    |
| 1986 | En la sala blanca y el espejo          | Música de Cámara                  | Flauta en do, Oboe y Clarinete en si b | Teatro Libertador General San Martín (Córdoba-Argentina)                                  | 4 min.    |
| 1986 | Sombrías                               | Música Solista                    | Flauta en do | 1987 - Auditorio Fundación San Telmo (Buenos Aires - Argentina)                           | 6 min.    |
| 1985 | Armonía delle Sfere                    | Música de Cámara                  | Clarinete en si b, Violonchelo y Piano | 1985 - Sala Manuel Belgrano                                                               | 5:00      |
| 1985 | Tánatos                                | Música de Cámara                  | Violín, Viola y Violonchelo | -                                                                                         | 5 min.    |
| 1984 | Los Personajes                         |                                   | Clarinete en si b | 1984 - Auditorio de la Escuela de Música de Brasilia (BRASIL)                             | 7 min.    |
| 1983 | Continuo                               | Música de Cámara                  | Cuarteto de Cuerdas | 1983 - Sala Lavardén (Rosario- Argentina)                                                 | 10 min.   |